# برنارد فوكس
برنارد فوكس (بالإنجليزية: Bernard Fox)‏ هو متزلج فني أمريكي، ولد في 6 أكتوبر 1916، وتوفي في 3 أكتوبر 1998.